# Mandat d'arrêt européen
Pour les autres articles nationaux ou selon les autres juridictions, voir Mandat d'arrêt.
Le mandat d'arrêt européen (MAE) a été institué en 2002, dans le cadre du troisième pilier de l'Union européenne (Justice et Affaires intérieures, JAI, aujourd'hui renommé coopération policière et judiciaire en matière pénale). Conformément à la déclaration du Conseil européen de Tampere (1999), il étend le principe de reconnaissance mutuelle des décisions judiciaires, auparavant restreint au droit civil et commercial, au droit pénal.
Entre les États membres de l'Union européenne, il substitue aux procédures politiques d’extradition une procédure purement judiciaire, imposant à chaque autorité judiciaire nationale de reconnaître, ipso facto et moyennant des contrôles minimums, la demande de remise d’une personne formulée par l’autorité judiciaire d’un autre État membre.
Cette remise ne peut être refusée qu'en cas d'amnistie, de jugement déjà rendu dans un autre État (principe non bis in idem) ou si la personne concernée ne peut pas être considérée responsable par l'État membre d’exécution en raison de son âge.

## Origine et cadre général
Le mandat d'arrêt européen a été institué par la décision cadre 2002/584/JAI, du 13 juin 2002, après avoir été approuvé au niveau politique lors du Conseil européen de Laeken (décembre 2001), peu après les attentats du 11 septembre 2001. Il remplace les procédures d'extradition entre États membres de l'Union européenne, par une procédure judiciaire. 
Il est défini comme toute décision judiciaire adoptée par un État membre en vue de l'arrestation ou de la remise par un autre État membre d'une personne aux fins de :
- l'exercice de poursuites pénales ;
- l'exécution d'une peine ;
- l'exécution d'une mesure de sûreté privative de liberté.

Le mandat d'arrêt européen remplace, depuis le 1er janvier 2004, différentes conventions antérieures, telles que la Convention européenne d'extradition de 1957; l'accord du 26 mai 1989 entre les 12 États membres, relatif à la simplification de la transmission des demandes d’extradition; la Convention sur la procédure simplifiée d'extradition de 1995; la Convention d’extradition de 1996; les dispositions de l'accord de Schengen ayant trait à l'extradition (la collaboration avec le système d'information Schengen - SIS -, de même qu'avec Interpol, est toutefois prévue). 
Extrait de l'avis du Conseil d’État du 26 septembre 2002 :

« I. – La décision-cadre du 13 juin 2002 a pour objet de simplifier et d’accélérer les poursuites et de faciliter l’exécution des condamnations pénales à l’encontre d’une personne se trouvant sur le territoire d’un autre État de l’Union européenne. Elle prévoit de substituer à la procédure d’extradition, qui implique, en droit français, une décision du pouvoir exécutif, une procédure entièrement judiciaire, le rôle du pouvoir exécutif se limitant à « un appui pratique et administratif ». Elle remplacera, à compter du 1er janvier 2004, les dispositions correspondantes de plusieurs conventions européennes en matière d’extradition.  
- A. La décision-cadre prévoit qu’un mandat d’arrêt européen peut être émis pour des faits punis par la loi de  l’État membre d’émission d’une peine ou d’une mesure de sûreté privatives de liberté devant être interprétée  comme « d’au moins douze mois » ou, lorsqu’une condamnation à une peine est intervenue ou qu’une mesure  de sûreté a été infligée, pour des condamnations prononcées d’une durée d’au moins quatre mois.

- B. Le mandat d’arrêt doit donner lieu à remise, sans contrôle de la double incrimination, dans le cas de l’une  des trente-deux catégories d’infractions limitativement énumérées, qui tantôt correspondent, en l’état actuel du  droit pénal français, à des infractions existantes, telles que, par exemple, la participation à une organisation  criminelle, le viol ou l’escroquerie, tantôt correspondent à des infractions pour lesquelles des travaux  d’harmonisation entre les législations des États membres sont en cours, telles que la cybercriminalité.

- C. La décision-cadre énumère les motifs pour lesquels l’exécution du mandat d’arrêt européen doit ou peut, selon le cas, être refusée. Des dispositions particulières sont prévues, notamment lorsque le mandat vise une personne condamnée par défaut ou purgeant déjà une peine de prison ou faisant l’objet de plusieurs demandes concurrentes de remise et en ce qui concerne les délais et modalités d’exécution du mandat d’arrêt européen. »

## Principes généraux
Les principes généraux se distinguent en deux éléments : les personnes visées et les conditions pour qu'elle le soit. 
Les personnes visées sont :
- Les personnes faisant l'objet d'une peine ou d'une mesure de sûreté d'au moins quatre mois;
- Les personnes ayant commis une infraction pouvant être sanctionnée d'une peine supérieure ou égale à un an.

Cela inclut l'obligation pour chaque pays de remettre à des autorités judiciaires étrangères ses propres nationaux, ce qui était auparavant prohibé par le droit français notamment. Ainsi, en novembre 2010, la Cour d'appel de Pau validait la remise aux autorités judiciaires espagnoles d'Aurore Martin, Française membre de Batasuna, parti déclaré illégal en Espagne, suscitant de vives protestations contre le mandat d'arrêt européen.
Les conditions d'application sont :
- que la peine encourue dépasse un an ;
- à condition qu’elles soient punies dans l’État membre d’émission par une peine d’au moins trois ans, les infractions pouvant donner lieu à la remise sans contrôle de la double incrimination du fait sont, entre autres : le terrorisme, la traite des êtres humains, la corruption, la participation à une organisation criminelle, le faux-monnayage, l'homicide, le racisme et la xénophobie, le viol, le trafic de véhicules volés, la fraude, y compris la fraude aux intérêts financiers communautaires.

## Problématiques et controverses
Le MAE et, plus précisément, son application systématique a récemment soulevé critiques et controverses. C'est le cas avec l'affaire Vincenzo Vecchi, ce militant italien passible de 12 ans de prison pour avoir participé au contre-sommet de Gênes en 2001. 
Dans cette affaire l'arrêt de la Cour de Justice de l'Union Européenne (CJUE) du 14 juillet 2022 réduit le contrôle que permettait pour certains délits mineurs le principe de « double Incrimination ». Ce dernier exige que l'infraction pour laquelle la personne est recherchée par le pays émetteur ait son équivalent dans le droit du pays où elle se trouve. 
Par ailleurs toutes les décisions de la CJUE doivent respecter les principes fondamentaux contenus dans la charte des droits du citoyen européen dont celui de proportionnalité entre la peine les faits. Le cas V. Vecchi illustre parfaitement cette disproportion : pour les faits matériels qui lui sont reprochés il n'aurait encouru, en France, qu'une peine légère.
Selon les avocats, le cas de Vincenzo Vecchi rentre de plein droit dans l’exception au principe de l’exécution automatique du MAE. Il se vérifie que le délit de «dévastation et pillage» n’a pas son corollaire en droit français, et il est reconnu que certains faits qui fondent la condamnation et la peine ne sont pas du tout punissables en France.
Cette controverse a été relayée dans les milieux intellectuels et médiatique.  Ainsi les écrivains Éric Vuillard et Laurent Binet ont publié textes et tribunes dans les médias nationaux. Cent vingt personnalités ont rallié ces prises de position dont Annie Ernaux, Pierre Lemaître, Bernard Lubat, Emilie Loiseau, Ariane Ascaride, Robert Guédiguian, Jacques Tardi, Eva Joly, Christiane Taubira, etc..